# Torres Calcio
Maillots
Actualités
Le Torres Calcio officiellement dénommé Torres S.r.l. depuis 2022, est fondé en 1903 sous le nom SEF Torres, il est le principal club de football de Sassari.

## Histoire
Le club est fondé en 1903 sous le nom Società per l'Educazione Fisica Torres ou SEF Torres. Le club débute dans le championnat régional de Sardaigne, en 1931 il est promu en  première division de Sardaigne qui est à l'époque le troisième niveau du football italien. En 1946, il est admis dans la Serie C mais n'y séjournera que la saison 1947-1948. Le club naviguera longtemps entre la Serie C et la Serie D.
En 1982, le club se renomme Torres Calcio puis en 1991 deviendra le Polisportiva Torres Calcio S.p.A..
En 2006, le club est exclu de la Serie C1, il repart en Serie C2 (quatrième division) sous le nouveau nom Sassari Torres 1903. Le club connaitra encore plusieurs changements de noms jusqu'en 2022, où avec la montée en troisième division (Serie C) il devient le Torres srl.
En 2023-2024 Torres termine deuxième de son groupe, mais sera éliminé avant la demi-finale pour la promotion en Serie B par Benevento Calcio.

## Logo

Évolution du logo
Logo de 1992 à 2006
Logo de 2006 à 2008
Logo de 2010 à 2013
Logo de 2013 à 2016
Logo de 2016 à 2017
Logo depuis 2017

## Supporters
les Nuova Guardia, Zero Testa et Old Fans sont les trois groupes d'ultras actifs.

## Amitiés et Rivalités
la Nuova Guardia entretient des relations amicales avec les ultras de Sporting Club de Bastia, Aurora Pro Patria 1919 et Trento.
les Old Fans entretiennent des relations amicales avec les ultras de Delfino Pescara 1936 et l'Associazione Sportiva Gubbio 1910.
les ultras des Torres entretient des relations amicales les ultras du Tempio Pausania.
Les principales rivalités sont avec Cagliari Calcio avec qui ils jouent le derby de la Sardaigne, et avec Olbia Calcio qui joue le derby du nord de la Sardaigne.